# Bisdom Mangochi
Het bisdom Mangochi (Latijn: Dioecesis Mangociensis) is een rooms-katholiek bisdom met als zetel Mangochi in Malawi. Het is een suffragaan bisdom van het aartsbisdom Blantyre. Hoofdkerk is de St. Augustinekathedraal.
In 1969 werd de apostolische prefectuur Fort Johnston opgericht. In 1973 werd dit verheven tot een bisdom. De eerste bisschoppen waren Italiaanse montfortanen.
In 2019 telde het bisdom 25 parochies. Het bisdom heeft een oppervlakte van 11.385 km2 en telde in 2019 2.323.000 inwoners waarvan 35,2% rooms-katholiek was. 

## Bisschoppen
- Alessandro Assolari, S.M.M. (1973-2004)
- Luciano Nervi, S.M.M. (2004-2005)
- Alessandro Pagani, S.M.M. (2007-2013)
- Montfort Stima (2013-)